# Haitianisch-norwegische Beziehungen
Die haitianisch-norwegischen Beziehungen beschreiben das bilaterale Verhältnis zwischen der Republik Haiti einerseits und dem Königreich Norwegen andererseits.

## Geschichte und Stand
Die Exilregierung Norwegens in London wies ihren Gesandten Alfred Danielsen in Havanna/Kuba im Oktober 1943 an, bei der Regierung des benachbarten Haiti das Agrément für sich selbst als nebenakkreditierten Gesandten in Port-au-Prince einzuholen. Nach Zustimmung wurde er ab November 1943 der erste diplomatische Vertreter seines Landes in Haiti.
Die Botschaft Norwegens in Kuba blieb über die Jahrzehnte für Haiti zuständig und ist dies aktuell (Stand Juli 2025) weiterhin. Ferner ist in Haiti ein Honorarkonsul Norwegens bestellt und in Pétionville ansässig.
Haiti ist in Norwegen weder diplomatisch noch konsularisch vertreten.
Nach dem Sturz des gewählten haitianischen Präsidenten Jean-Bertrand Aristide im Jahr 2004 profilierte sich Norwegen nach Anfangsschwierigkeiten, die durch massive Unruhen im Land hervorgerufen wurden, mit einer Reihe von Initiativen als Mahner und Förderer der demokratischen Entwicklung Haitis. Dialogforen politischer Akteure Haitis wurden in Norwegen durchgeführt und durch praktische Beispiele demokratischer Prozesse begleitet.
Nach dem Erdbeben in Haiti 2010 nahm die sexuelle und geschlechtsspezifische Gewalt in Haiti dramatisch zu. Als Reaktion darauf entsandte Norwegen ein spezialisiertes Polizeiteam zur Stabilisierungsmission der Vereinten Nationen in Haiti (MINUSTAH). Ziel war es, die haitianische Nationalpolizei (PNH) in die Lage zu versetzen, Gewalttaten zu verhindern, zu untersuchen und strafrechtlich zu verfolgen. Solche spezialisierte Polizeiteams stellten einen neuen Ansatz in der UN-Polizeiarbeit dar.
Ende März 2010 hatte Norwegen der Weltbank 31 Mio. US-Dollar als Beitrag für den Haiti Reconstruction Fund zur Verfügung gestellt und das Außenministerium kündigte an, die Hilfe für Haiti in den folgenden vier Jahren auf insgesamt 100 Mio. US-Dollar zu steigern.
Die Norwegian Agency for Development Co-operation (Norad) beauftrage im Jahr 2014 eine umfassende Evaluierung der Hilfsmaßnahmen Norwegens nach dem Erdbeben. Das Dokument beschreibt die besonderen Herausforderungen und kommt zu dem Schluss, das die aufgewendeten Mittel überwiegend sinnvoll eingesetzt wurden, jedoch wegen der speziellen Lage in Haiti nicht immer zu dem angestrebten Erfolg führten.
Kronprinz Haakon von Norwegen besuchte Haiti im Jahr 2012 und thematisierte insbesondere die mögliche Zusammenarbeit bei der Nutzung von Wasserkraft.
Am Rande des Weltgipfels für Bildung für Entwicklung, der am 6. und 7. Juli 2015 in Oslo stattfand, traf sich der haitianische Premierminister Evans Paul bilateral mit der norwegischen Premierministerin Erna Solberg. Diese sagte einen Betrag von 50 Millionen US-Dollar zur Unterstützung des Bildungswesens in Haiti zu.
Der haitianische Präsident Jovenel Moïse empfing im Juni 2017 die neue Botschafterin Norwegens, Ingrid Mollestad, zur Überreichung ihres Beglaubigungsschreibens.
Im Juli 2017 besuchte die Staatssekretärin im norwegischen Außenministerium, Laila Bokhari, Haiti und informierte sich in Port-Salut über die Maßnahmen der Katastrophenvorsorge, die ihr Land im Süden Haitis als Partner des Umweltprogramms der Vereinten Nationen (UNEP) im Gefolge des verheerenden Hurrikan Matthew unternommen hatte. Bokhari versicherte den Willen ihrer Regierung, die Zusammenarbeit mit Haiti auch mit der dortigen neuen Führung von Präsident Moïse fortzusetzen.
Nach dem schweren Erdbeben in Haiti im Jahr 2021 half Norwegen mit der Entsendung eines erweiterten Teams medizinischer Nothelfer.
Norwegen begrüßte die im März 2024 angesichts der Krise in Haiti von der Karibischen Gemeinschaft (Caricom) gefassten Beschlüsse zur Verbesserung der Sicherheitslage und Stärkung der politischen Strukturen in Haiti.